# Épsilon Sagittae
Épsilon Sagittae (ε Sagittae / 4 Sagittae) es una estrella en la constelación de Sagitta —la flecha— de magnitud aparente +5,67.
Pese a su denominación de Bayer «Épsilon», es sólo la undécima estrella más brillante de la constelación.
Épsilon Sagittae es una gigante amarilla de tipo espectral G8III con una temperatura efectiva de 4978 K.
Es 138 veces más luminosa que el Sol y gira sobre sí misma con una velocidad de rotación proyectada de 3,3 km/s.
Tiene una masa aproximada de 3,1 masas solares y una edad de 331 millones de años.
Presenta una metalicidad —abundancia relativa de elementos más pesados que el helio— comparable a la del Sol ([Fe/H] = +0,03).
Épsilon Sagittae es similar a otras conocidas gigantes amarillas como Capella A (α Aurigae) —la componente más fría de este sistema—, Kornephoros (β Herculis), Nekkar (β Bootis) o ζ Cygni.
Situada a 480 ± 28 años luz de distancia, está más alejada del sistema solar que cualquiera de ellas.
Dentro de 3600 millones de años será cuando esté más cerca de la Tierra —a 193 años luz—, y brillará con magnitud +3,70.
Épsilon Sagittae forma una estrella doble con HD 232029.
Sin embargo, ambas estrellas no están físicamente relacionadas, constituyendo una doble óptica. 